# Rupert Klein

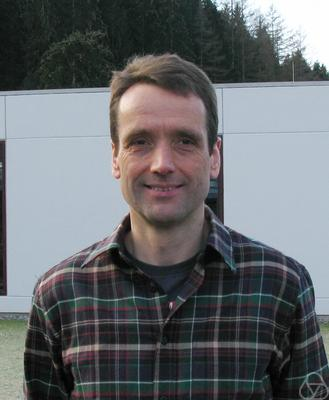
Rupert Klein

Rupert Klein (* 19. November 1959 in Wuppertal) ist Professor für numerische Strömungsmechanik an der Freien Universität Berlin. Er erhielt 2003 den Gottfried-Wilhelm-Leibniz-Preis.

## Werdegang
Klein studierte 1979 bis zum Diplom 1983 Maschinenbau an der RWTH Aachen. Danach war er dort wissenschaftlicher Mitarbeiter in der Fakultät für Technische Mechanik. 1988 wurde er in Aachen summa cum laude in Maschinenbau promoviert (Stoßinduzierte Zündung und der Übergang zur Detonation in engen Spalten), war 1988 bis 1990 als Post-Doktorand an der Princeton University bei Andrew Majda, ab 1991 wissenschaftlicher Assistent in Aachen, wo er sich 1995 habilitierte. 1996/97 war er Professor an der Bergischen Universität Wuppertal (Methoden der Sicherheitstechnik und Unfallforschung). Ab 1997 war er Professor für Wissenschaftliches Rechnen (Scientific Computing) und Modellierung und Simulation globaler Umweltsysteme an der FU Berlin in der Fakultät für Mathematik und Informatik. Außerdem war er Abteilungsleiter (Data and Computation) am Potsdam-Institut für Klimafolgenforschung.
Er war unter anderem Gastwissenschaftler am MSRI, am Courant Institute of Mathematical Sciences of New York University, am Forschungsinstitut des CNRS für Systeme weitab vom Gleichgewicht in Marseille, der Johns Hopkins University (Whiting School of Engineering) und an der ENS in Paris.
2003 erhielt er den Leibnizpreis. Er beschäftigt sich vor allem mit der asymptotischen Analyse von Mehrskalenströmungen, insbesondere in der Klimamodellierung. Mit seiner Arbeitsgruppe bemüht er sich insbesondere darum, für die in der Klimavorhersage verwendeten Modelle, die auf komplexen Wechselwirkungen auf mehreren Skalen beruhen und neben natürlichen auch soziale Systeme miteinbeziehen, strengere mathematische Grundlagen zu schaffen.
Er befasste sich auch mit der Simulation von Verbrennungsvorgängen in Kraftfahrzeugen, wofür er ebenfalls mehrere Preise erhielt.
1995 erhielt er den Benningsen-Förder-Preis von Nordrhein-Westfalen für neuartige numerische Verfahren zur Simulation von Atmosphärenströmungen. 2005 hielt er die Gauß-Vorlesung. 2013 hielt er eine MPE2013 Simons Public Lecture der James Harris Simons Foundation.
Er ist außerordentliches Mitglied der Berlin-Brandenburgischen Akademie der Wissenschaften.